# Éditeur d'image matricielle

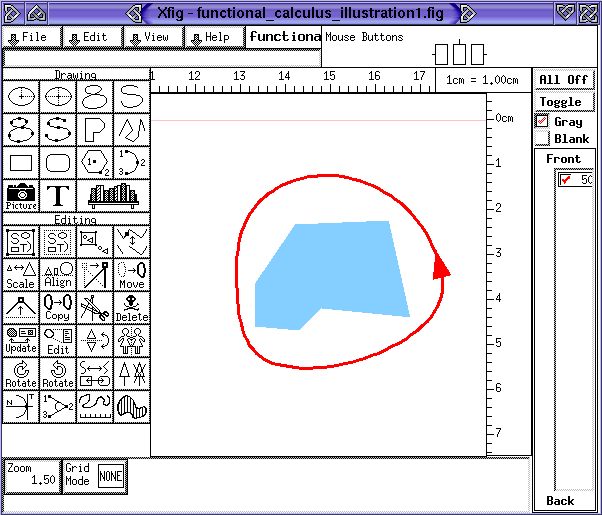
Capture d'écran de l'éditeur de graphiques vectoriels open source Xfig.

Un éditeur d'image matricielle ou éditeur d'image bitmap est comme son nom l'indique un logiciel permettant d'éditer des images de type bitmap, également appelées images matricielles.

## Fonctionnalités d'un logiciel de traitement bitmap
(liste non exhaustive)
- Sélectionner une région de l'image pour travailler dessus sans affecter ce qui est autour
- Dessiner des éléments graphiques, par exemple :
  - des primitives géométriques
  - dessin à la main à l'aide d'outils virtuels : crayon, brosse, aérographe, etc.
  - du texte, créé à partir de police d'écriture
- Ces zones de sélections et dessins peuvent être ensuite retravaillés, par exemple :
  - remplis à l'aide d'une couleur, de différents types de dégradés, de texture, de motifs, etc.
  - application de filtres, par exemple des effets tel qu'un flou ou un bosselage
- Éditer et/ou convertir l'espace de couleur
- Traitement d'image par calque
- Réaliser une conversion d'un format d'image à un autre
- Corriger des imperfections, des lacunes d'une image photographique

## Quelques éditeurs d'image bitmap
- Adobe Photoshop
- Adobe Photoshop Lightroom
- Affinity Photo
- Colors!
- Deluxe Paint
- GIMP
- Krita
- Microsoft Paint
- Paint.NET
- Pinta
- TVPaint
- MyPaint